# 乏尿
乏尿（ぼうにょう）とは、尿の排泄量が低下し、一日の尿量が400mL以下となった病態。通常、健常者の尿量は500 - 2,000mL/日である。また、乏尿よりもさらに尿量が低下し、100mL/日以下となった場合を、無尿と呼ぶ。

## 生理学
一般に食事を摂取している状態では、1日に600mOsmの溶質を尿中に排泄する必要がある。尿の最大濃縮力は約1,200 - 1,400mOsm/kg・H2Oであることから、これらの溶質を排泄するには、最低400mL(600/1400=0.43kg)の尿が必要という計算になる。1日400mL以下の乏尿状態が続くと、溶質の排泄が不十分となり、体内に溶質が蓄積した状態、高窒素血症となる。尿量の病的な減少は、すなわち腎不全状態の発症と直結した病態といえる。

## 機序による乏尿の分類
乏尿は、その発症機序から、
- 腎への灌流圧の低下による腎前性乏尿
- 腎実質の障害に起因する腎性乏尿
- 尿管・膀胱・尿道の閉塞などが原因となって起こる腎後性乏尿

の3群に分け検討することが病態の理解と治療方針の決定に有用である。

### 腎前性乏尿
脱水、ショック、腎不全、といった徴候が見られる場合、腎前性の乏尿の可能性が考えられる。健常者であっても血圧が70 - 80mmHg以下では腎の有効な灌流圧が得られないが、老化や動脈硬化を有する場合、あるいはすでに腎機能が低下している場合には、この値より軽度の血圧降下でも容易に尿量の減少をきたし腎不全となりうる。

### 腎性乏尿
さらに、以下のいくつかの場合に分けられる。
腎前性腎不全からの移行
脱水、ショック等の腎前性腎不全が重度でかつ長期にわたる場合、腎組織に虚血性の障害を生じ、最も弱い尿細管が急性尿細管壊死(ATN)の状態となり腎性腎不全に移行する。腎不全となった場合には、補液や利尿剤には反応しない。
薬物中毒による急性尿細管壊死
抗生剤、抗癌剤、造影剤、農薬、重金属等による中毒性の腎障害は多く急性尿細管壊死の形で腎不全を呈する。毒性を有する物の過量投与あるいは複数の併用時、脱水の存在する場合、利尿剤と併用されている場合、老人、腎機能障害例などでよくみられる。
急性間質性腎炎
ペニシリン、サルファ剤、消炎鎮痛剤を始めとするいくつかの薬剤に対するアレルギー反応から間質性腎炎をきたし急性腎不全となる。また腎盂腎炎等の細菌感染の場合、二次的にアレルギー反応が強くでる可能性もある。普通尿量は大きく変化しない程度である。
糸球体腎炎、各種の腎障害
典型的な急性糸球体腎炎では潜伏期をもつ特有の病歴と、補体値の低下の所見から診断は容易である。SLE、腎盂腎炎、グッドパスチャー症候群、溶血性尿毒症症候群、血清病なども含まれる。これらの疾患では無尿に至ることは比較的少ない。診断はいずれも特徴ある臨床症状、検査所見から容易である。いかなる疾患が原因でも人工透析が必要となる末期になれば乏尿、無尿となり、さらにはまったく尿排泄を見なくなる。
DIC
広範に腎の細小動脈が閉塞した場合、例えばDICが腎に及ぶと乏尿、無尿となる。臨床症状、血液凝固系検査所見（血小板減少、フィブリン分解産物増加、フィブリノーゲン減少）がみられる。

### 腎後性乏尿
尿管・膀胱・尿道の閉塞によるもので、大きく下部尿路閉塞と上部尿路閉塞とに分けられる
下部尿路閉塞
前立腺疾患、下部尿路疾患 等によって顆部尿管芽閉塞した場合で、排尿困難や痛み、血尿、膿尿等の尿所見が認められる。
上部尿路閉塞
尿管の結石、腫瘍、周囲からの浸潤、圧迫等で尿管が閉塞した場合に見られる。
尿量は一般的に、腎前性腎不全 > 腎性腎不全 > 腎後性腎不全の順である。特に尿量が0である場合は腎後性腎不全が疑われる。